# Zatrovanje reaktora
Zatrovanje reaktora je pojava koja utječe na smanjenje reaktivnosti nuklearnog reaktora, a razlog je što su proizvodi nuklearne fisije dodatni apsorberi neutrona. U toku rada reaktora u nuklearnom gorivu dolazi do nakupljanja proizvoda fisije, a među fisijskim proizvodima koji potječu iz fisija uranija-235 može naći oko 200 raznih nuklida. Ako se uzme u obzir zastupljenost pojedinih nuklida u fisijskim provodima, njihovo vrijeme poluraspada kao i nuklearni udarni presjek za apsorpciju neutrona, može se doći do zaključka da značajan dio tih nuklida ima zanemariv utjecaj na zatrovanje reaktora. Naime, pri ocjeni značaja pojedinih nuklida za reaktivnost treba uzeti u obzir da je u reaktoru svaki nuklid istovremeno podvrgnut sljedećim procesima: stvaranje nuklida u fisijama ili u radioaktivnim raspadima drugih fisijskih produkata, te dezintegracija nuklida zbog vlastitog radioaktivnog raspada ili zbog apsorpcije neutrona. Utjecaj nekog nuklida na reaktivnost reaktora ovisi o njegovoj koncentraciji i udarnom presjeku za apsorpciju neutrona. Koncentracija svakog nuklida u stacionarnom radu reaktora mijenja se prema nekoj ravnotežnoj koncentraciji odnosno prema tzv. zasićenju. Vrijeme dostizanja ravnotežne koncentracije i njezina veličina su funkcije intenziteta procesa nastajanja i nestajanja dotičnog nuklida. Konkretne analize pokazuju da približno polovica nuklida u fisijskim proizvodima ima zanemariv značaj za reaktivnost reaktora.
Drugu polovicu možemo podijeliti na dva dijela. U prvi dio spadaju nuklidi koji u toku rada reaktora relativno brzo postižu maksimalnu koncentraciju. tj. koji brzo dolaze do zasićenja. Među ovima su s gledišta utjecaja na reaktivnost posebno značajni neki izotopi ksenona i samarija (ksenon-135 i samarij-149). U drugi dio možemo grupirati nuklide koji zasićenje postižu u dugom vremenu rada reaktora, ili ga uopće u tom vremenu ne postižu. Zatrovanje reaktora uglavnom se javlja kao povećanje parazitne apsorpcije termičkih neutrona, iz čega slijedi da će zatrovanje prvenstveno utjecati na smanjenje stupnja iskorištenja termičkih neutrona.

## Jodna jama ili zatrovanje reaktora ksenonom
Među fisijskim proizvodima najizrazitiji utjecaj na reaktivnost ima izotop ksenon-135. Uzrok takvom utjecaju leži s jedne strane u veoma velikom presjeku za apsorpciju termičkih neutrona tog izotopa(Σa = 3 ˑ 10-18 cm2), a s druge u njegovom relativno visokom sadržaju u produktima nuklearne fisije. Količina izotopa ksenona-135 u fisijskim proizvodima uranija-235 potječe manjim dijelom direktno iz fisija (svega oko 0,3% fisija neposredno stvara ksenon-135), a znatno većim dijelom iz radioaktivnog raspada izotopa telurija-135, koji nastaje u 6,1% fisija. Izotop telurij-135 je radioaktivan s vremenom poluraspada od svega 2 minute, a raspada se uz beta raspad i gama raspad prema nizu:
________2 min_______6,7 sati_________9,2 sata______20 000 godina____
telurij-135 ===˃ jod-135 ===˃ ksenon-135 ===˃ cezij-135 ===˃ barij-135.
Izotop barij-135 na kraju radioaktivnog lanca je stabilan. Vrijeme radioaktivnog poluraspada telurija-135 je vrlo kratko u odnosu na poluvrijeme raspada izotopa joda-135, pa ga možemo zanemariti (tj. izjednačiti s nulom), smatrajući da jod-135 nastaje direktno u nuklearnim fisijama. Jod-135 nastaje u 6,1% fisija. Za razliku od joda-135, mikroskopski udarni presjek ksenona-135 za apsorpciju termičkih neutrona je izuzetno velik.
Promjena reaktivnosti reaktora zbog zatrovanja ksenonom dolazi naročito do izražaja kod većih promjena neutronskog toka, odnosno većih promjena generirane snage reaktora. Veoma je svojstven i za praksu značajan slučaj, promjena reaktivnosti nakon naglog smanjenja neutronskog toka na nulu, tj. ako se nuklearni reaktor naglo obustavi (ugasi). Zbog kraćeg vremena poluraspada izotopa joda-135 od vremena poluraspada izotopa ksenona-135 (6,7 sati u odnosu na 9,2 sata) dolazi nakon obustave reaktora do povećanje koncentracije ksenona u jezgri, a time i do povećanog zatrovanja i smanjenja reaktivnosti. Kod obustavljenog reaktora naime otpada "izgaranje" ksenona zbog apsorpcije neutrona, pa je promjena koncentracije ksenona uvjetovana jedino radioaktivnim raspadom.
Ako je nuklearni reaktor prije obustave radio s velikim neutronskim tokom (preko 1014 neutrona/cm2s), a ima manju ograničenu rezervu reaktivnosti, ne može nakon obustave ponovo krenuti u pogon u vremenu u kojem je reaktivnost zbog zatrovanja veća od reaktivnosti. Ta je pojava poznata kao "ksenonska jama". Maksimalna reaktivnost se postiže u vremenu nešto dužem od 10 sati nakon obustave reaktora, te se reaktivnost vraća na razinu koja odgovara stacionarnom stanju tek nakon približno 40 sati poslije obustave reaktora.
Utjecaj promjene koncentracije ksenona na reaktivnost reaktora dolazi do izražaja svaki put kada se mijenja snaga reaktora. Taj je utjecaj intenzivniji kada su promjene snage veće i kada se odvijaju brže. Utjecaj ksenona na reaktivnost reaktora dolazi naročito do izražaja kod cikličkih promjena snage nuklearne elektrane radi prilagođavanja dnevnim i noćnim potrebama elektroenergetskog sustava. Nadalje, kod velikih reaktora (s dimenzijama znatno većim od slobodnog puta neutrona) i s velikim tokom neutrona, može doći do prostornog kolebanja raspodjele proizvedene snage pod utjecajem zatrovanja ksenonom. Svaku promjenu aksijalne raspodjele snage u takvim reaktorima (npr. zbog dubljeg uranjanja kontrolnih šipki) prati s odgovarajućim vremenskim korakom i promjena aksijalne raspodjele koncentracije ksenona u jezgri. Promjena pak aksijalne raspodjele ksenona djeluje na raspodjelu reaktivnosti, a preko nje povratno i na aksijalnu raspodjelu neutronskog toka i generirane snage. Ta pojava rezultira periodičkim premještanja maksimuma generirane snage s donjeg u gornji dio jezgre i obratno. Moguće je i radijalno kolebanje proizvedene snage reaktora zbog zatrovanja ksenonom. Takva pojava može biti uzrokovana radijalnim nesimetrijama u razmještaju fisijskog materijala ili apsorbera u jezgri reaktora.

## Zatrovanje reaktora samarijem
Osim ksenona-135, na zatrovanje reaktora ima priličan utjecaj i samarij-149. Izotop samarij-149 ima veliki udarni presjek za apsorpciju termičkih neutrona (oko 5 ˑ 10-20cm2). Iako je utjecaj samarija na reaktivnost reaktora bitno manji nego ksenona (ali zato mnogo veći od svakog od ostalih fisijskih produkata), uobičajeno je da se da zatrovanje samarijem analizira odvojeno od zatrovanja koje uzrokuju ostali fisijski produkti. Izotop samarij-149, slično kao i izotop ksenon-135, nastaje kao rezultat radioaktivnog beta raspada po nizu:
_________1,7 sati__________53 sata__________
neodimij-149 ===˃ prometij-149 ===˃ samarij-149.
Osnovni nuklid u nizu je izotop neodimij-149 koji nastaje direktno u nuklearnoj fisiji s vjerojatnošću 1%. Izotop samarij-149, koji je stabilan, nastaje iz radioaktivnog raspada izotopa prometija-149. Budući da je vrijeme poluraspada neodimija-149 znatno kraće od vremena poluraspada prometij-149, ono se može zanemariti. Negativna reaktivnost zbog zatrovanja reaktora sa samarijem je neovisna o toku neutrona u reaktoru i iznosi za lakovodne reaktore približno - 0.6%. Usporedimo li ovaj iznos s zatrovanjem reaktora ksenonom u stacionarnom stanju, možemo ustanoviti da je u stacionarnom stanju utjecaj samarija na reaktivnost bitno manji (više od 5 puta manji kod razmatrane razine neutronskog toka) od utjecaja ksenona.
Zanimljivo je primijetiti da koncentracija samarija u reaktoru nakon obustave (gašenja) reaktora teži nekoj maksimalnoj vrijednosti (koja je ovisna o neutronskom toku prije obustave pogona) i nakon toga se ne smanjuje, kao što je to bio slučaj kod ksenona, jer je samarij-149 stabilan izotop. Tek poslije ponovnog puštanju reaktora u pogon samarij "izgara" u neutronskom polju do iznosa koji odgovara njegovoj koncentraciji u stacionarnom pogonu reaktora.

## Zatrovanje reaktora drugim fisijskim proizvodima
Osim ksenona i samarija, čiji je utjecaj na reaktivnost od posebnog značaja, i drugi fisijski proizvodi imaju većeg ili manjeg udjela u zatrovanju reaktora. Intenzitet zatrovanja je funkcija koncentracije i udarnog presjeka za apsorpciju neutrona svakog nuklida. Broj fisijskih proizvoda koji nastaju direktno u fisijama, ili u radioaktivnim raspadima fisijskih fragmenata, se kreće oko 200. Pojedinačni nuklidi koji imaju primjetljiv upliv na zatrovanje reaktora su npr. kadmij-113, samarij-151, europij-155, gadolinij-157. Računanje zatrovanja od svakog pojedinačnog nuklida na rad reaktora je složeno i može se izvesti samo pomoću računala. Za približne procjene dozvoljeno je da se ta pojava promatra sumarno.